# Dybläcksvamp
Dybläcksvamp (Coprinopsis kubickae) är en svampart som först beskrevs av Pilát & Svrcek, och fick sitt nu gällande namn av Redhead, Vilgalys & Moncalvo 2001. Dybläcksvamp ingår i släktet Coprinopsis och familjen Psathyrellaceae.  Arten är reproducerande i Sverige. Inga underarter finns listade i Catalogue of Life.